# Fernando López Flores
Fernando Agustín López Flores (n. Santiago, Chile; 29 de enero de 1980) es un exfutbolista chileno.
Juega de lateral volante por izquierda y su último equipo fue el San Marcos de Arica de la Primera División de Chile. 

## Carrera
Se inició en Palestino, equipo en el que estuvo entre los años 1999 a 2003, e hizo gran parte de su proceso formativo.
El año 2004 arribó a Cobreloa, donde fue dirigido por Fernando Díaz. El 2005 y 2006 lo jugó en Palestino.
El 1.er semestre del 2007 lo juega en Everton y el segundo semestre en O'Higgins.
Ficha para la temporada 2008 por Ñublense. Ahí realiza una gran campaña, donde logra una clasificación a la Copa Sudamericana.
Luego de dos temporadas en la tienda chillaneja, durante el 2010 juega para Santiago Morning.
El 27 de diciembre de 2012 es confirmado como nuevo refuerzo de San Marcos de Arica para la temporada 2013.

## Clubes
| Club                | País  | Año       |
| ------------------- | ----- | --------- |
| Palestino           | Chile | 1999-2003 |
| Cobreloa            | Chile | 2004      |
| Palestino           | Chile | 2005-2006 |
| Everton             | Chile | 2007      |
| O'Higgins           | Chile | 2007      |
| Ñublense            | Chile | 2008-2009 |
| Santiago Morning    | Chile | 2010-2012 |
| San Marcos de Arica | Chile | 2013      |

- Datos: Q5444803